# 政治哲学
政治哲学（Political Philosophy）或政治学科系中的政治理论（Political Theory），是對政治的哲學研究，解決有關公共代理人和機構的性質、範圍和合法性以及它們之間的關係的問題。其主題包括政治、自由、正義、財產、權利、法律以及權威的執法：它們是什麼、是否需要它們、什麼使政府合法、它應該保護哪些權利和自由、它應該採取什麼形式法律是什麼，公民對合法政府負有哪些義務（若有），以及何時可以合法地推翻政府（若有）。

## 政治哲學的歷史

### 古典時期
政治哲學所關注的是權力的本質和形式；更具體地，政治哲學所牽涉的是政府統治的適當原則。
身為學術學科之一，西方的政治哲學起源可以追溯回古希臘，當時城市和國家採取了各種不同的政治組織形式，包括了君主制、專制、貴族政治、寡頭政治和民主制。根据传统的观点，雅典人苏格拉底是政治哲学的创始人。柏拉圖所著的《理想国》一書成了政治哲學的經典作品，也被亞里士多德所吸納。羅馬人的政治哲學受到斯多噶學派的影響，羅馬的政治家西塞罗也寫下有關政治哲學的作品。
在中國，孔子、孟子、墨子、和法家思想，以及印度的考底利耶，都試著尋求回復政治統一和穩定的方法；前三者都訴諸於人類的善性，而法家則主張對人類施加紀律。在印度，考底利耶也發展了一種類似法學和馬基維利的論點。如同希臘一般，中國和印度的古文明都是在統一的文化上產生許多的思想分支。在中國的哲學家們發現他們不得不面對當時社會和政治上的崩解，而極力尋求能夠解決文明危機的方法。
早期奥古斯丁的基督教哲学便是將柏拉圖的思想重新以基督教方式改寫。基督教思想的主要變更是減少了斯多葛學派和羅馬世界的司法理論，並強調國家應該運用仁慈的治國方式，以作為道德的榜樣。

### 伊斯蘭時期
伊斯蘭教的崛起根基於古兰经和穆罕默德的政治哲學上，強烈改變了地中海地區的權力平衡以及對於權力起源的看法。早期伊斯蘭哲學強調科学與信仰間無法抵擋的連結，和以教義的解釋來尋找真相的過程—也就是在事實上所有哲學都是「政治」的，因為它們都和政治有所牽連。這個觀點被穆爾太齊賴派所挑戰，穆爾太齊賴派抱持著更多的希臘觀點，並由那些希望能獨立於清真寺之外自由行動的現世貴族們支持。但到了中世紀時期，與穆爾太齊賴派相反的艾什爾里派觀點成為了伊斯蘭世界的主流。

### 中世紀時期
歐洲中世纪的政治哲學被基督教思想強烈影響。如同伊斯蘭思想的發展，天主教也將哲學的地位置於神學以下。中世紀最具影響力的政治哲學家或許是托马斯·阿奎纳，他重新提出了長期以來被忽略的亞里士多德的作品，當時這些作品只被伊斯蘭教所保存。阿奎纳利用這些作品作為经院哲学裡政治哲學的部分，並成為支配歐洲政治哲學幾個世紀的作品。
然而，最具影響力的作品是在這個時期的末期所出現的，也就是16世紀馬基維利所著的《君主論》與《李維論》。《君主論》與《李維論》和精密分析了古典時期的政治，成為了現代政治哲學的主要來源。

### 啟蒙時代
在啟蒙時代裡，對於人類心理的新學說、在美洲所發現的其他社會、和對於政治社會的需求的改變（尤其是英國內戰和法国大革命）產生了許多新的問題，許多思想家如托马斯·霍布斯、约翰·洛克、孟德斯鳩和让-雅克·卢梭都思考了這些問題。
這些理論家都圍繞著兩個基本的問題思考：人們藉由什麼樣的權利和需求而形成了「國家」？而什麼形式的「國家」才是最好的？這些問題又牽涉到「國家」與「政府」兩個概念的區別。在根本上，「國家」指的是權力在分放和正當化的過程中所設立的長久性制度，而「政府」指的是佔據這些制度並行使政策的特定團體。政治學持續研究這兩個概念的區分，不過一些政治學家、哲學家、歷史學家和文化人类学家也主張在社會上的大多數政治行為都是和國家無關的，也存在著一些沒有國家組織但仍有政治行為的社會。
隨著時代發展，同業公會被自由貿易所超越，原先由天主教支配的神學也逐漸被新教所挑戰，新教教會的地位隸屬於其民族國家之下，同時還以原先被天主教會視為「粗俗」的各種地方語言向民眾們傳教，由此政治和經濟間的連結徹底地被改變了。
在奥斯曼帝国，這些改革並沒有發生，而且改革的觀點要直到很久之後才逐漸散播。
同時，歐洲的殖民者也和新大陸當地的文明如阿茲特克文明、瑪雅文明、印加文明和伊洛魁部落等接觸，這些接觸大量影響了他們的基督教思想，而且在許多情況下也啟發了美國所建立的制度：如本傑明·富蘭克林便非常欣賞一些伊洛魁部落的聯盟方式，而許多美國早期的文學也都強調當地的政治哲學。

### 工業化和早期的現代時期
工业革命也同時產生了政治思想上的革命。城市化和资本主义極大的改造了社會型態。同時各式各樣的社會運動也開始形成，在19世紀中葉馬克思主義出現了，而社會主義得到越來越多民眾支持，大多都來自城市的勞動階級。到了19世紀晚期，社會主義和工會成了政治版圖裡的新成員。另外，各種流派的無政府主義和工團主義也開始突起。
第一次世界大戰成為人類歷史的分水嶺。1917年俄國革命（以及其他在歐洲國家發生的革命，雖然都較不成功）將共產主義—以及特定的列宁主义政治理論拱上了世界的檯面。同時，社會民主主義的一些政黨也首次贏得選舉並組織政府，通常也連帶的引入了普选权。
在戰後造成的廣泛社會改變也引起了激進的反對派意識形態如法西斯主義的崛起，尤其是在德國崛起的納粹主義後來導致了第二次世界大戰。
經濟大恐慌的發生強烈影響了所有的政治思想，使得許多理論家開始重新考慮他們之前所抱持的概念。在美國，富兰克林·德拉诺·罗斯福引進了新政。在歐洲，極左翼和極右翼都越來越受支持。

### 當代政治哲學
在第二次世界大戰後，政治哲學在英國和美國的學術界較为不受重視，分析哲學對於嚴格基準的判斷往往抱持著懷疑態度，但政治學界逐漸轉向統計學和行為主義的方法。1950年代還出現了宣告政治哲學已死的爭論。少數移民至美國的歐洲學者—包括汉娜·鄂蘭、卡尔·波普尔、弗里德里克·哈耶克、以赛亚·伯林、朱迪丝·N·施克莱則鼓勵美國學術界繼續研究這個領域，但在1950年代和1960年代這些學者和他們的學生都較不受學界的重視。
共產主義仍然被視為重要的意識形態，尤其是在1950年代和1960年代。錫安主義、种族主义和殖民主义也成為重要的話題。在政治上的議題也顯著地朝向实用主义的方向，而不是哲學的方向。許多學術界的討論都聚集在兩個實務的問題上：要如何（或是否）將功利主义運用至政治政策的問題上？如何（或是否）將經濟的模型運用至政治議題上？（如理性選擇理論）。在已開發國家裡，女性主義的崛起、和殖民統治的結束、以及對於少數民族如非裔美国人的政治排斥的終結也導致了後殖民主義、多元文化政策思想的崛起。
1971年约翰·罗尔斯出版了《正義論》一書，成為政治哲學開始復甦的轉捩點。罗尔斯運用了思想實驗，也就是設想一原初境況，於其中各方代表處在「無知之幕」後一同挑選出正義的原則作為社會的基本架構。罗尔斯也對以功利主義來處理政治正義問題的取向提出批評。羅伯特·諾齊克則在《無政府、國家與烏托邦》中以自由意志主義的觀點回應罗尔斯。
在今天，許多的爭論都聚焦於自然法在法律和懲罰上的問題，以及在何種程度下人類的行為約束是由天性決定的——尤其是在科學所揭露的證據上。其他的爭論則圍繞在文化和性別與政治的關係。

## 重要的政治哲學家
以下列表只是一些最重要而最權威的思想家，尤其是那些特別專注於政治哲學、或是代表了其中特定學派的人。
- 考底利耶： 印度特有的政治思想的創始人，提出了一個社會的統治、法律和政治秩序的指導方針。
- 墨子： 墨家學說的創始人，提倡完全的功利主義。
- 蘇格拉底/柏拉圖： 第一個有系統地分析了一個社會的正義和利益的假設基礎的哲學思想家。
- 韩非： 中國法家思想的主要人物，支持政府貫徹法律和採取嚴厲的統治方法。
- 馬基維利： 第一個有系統分析: (1) 人民是如何與統治者達成了被統治的協議，而非自然地（或神授地）形成一個被統治的社會狀態； (2) 將命令與法律之間的結構以知識論的架構表達出來，成為意識形態的先驅。
- 托马斯·霍布斯： 通常被認為是第一個提出社會契約概念的人，正當化統治者的行為（即使當其行為與個人利益或被統治的公民相違背時）
- 巴魯赫·斯賓諾莎： 第一個分析「理性的利己主義」的人，主張個人明智的利己行為是與純粹的理性相符合的。依據斯賓諾莎的想法，在一個所有個人都由理性指引的社會，政治權力將是不必要的。
- 约翰·洛克： 根基於公民在自然狀態的基本權力上描繪出一種社會契約理論。主張一個權力受限和保護個人財產的政府。他的主張強烈影響了美國憲法的形成。
- 孟德斯鳩： 分析藉由分割政府的「權力制衡」來保護自由。
- 大卫·休谟： 休谟批評洛克和其他人的社會契約理論是建立在統治協議的神話上。休谟對政府抱持著現實主義態度，認為政府的角色便是以力量所鑄成的，而對於統治的同意只不過是一種假設而已政府。
- 让-雅克·卢梭： 分析社會契約為公意的一種表達，並主張完全的民主，讓大多數的人民得以行使主權。
- 伊曼努尔·康德： 主張公民社會裡的參與行為並非一種自我保護，而是如同托马斯·霍布斯所說的，是一種道德的責任。第一個徹底分析責任的架構和涵義的思想家。
- 亚当·斯密： 現代經濟學的創立者；解釋社會如何從個人的自利行為裡得益（「隱藏的手」）
- 托马斯·潘恩： 啟蒙時代作家，他以人類權利的常識替自由民主制、美國革命、和法國大革命辯護。
- 杰里米·边沁：  第一個分析了以聚集個人利益來促進社會正義的思想家。功利主义學派的創始人。
- 约翰·斯图尔特·密尔： 功利主义者，也是將其命名的人；他進一步的延伸边沁的思想，將自由民主制的思想基礎放置於大眾和現代上，成為古典自由主義的對手。
- 卡尔·马克思： 很大一部分的，以歷史的角度來了解社會、文化和經濟。針對那些形成並控制社會行為的思想，創建了「意識形態」（無論是非）的概念。以政府的機制和社會的互動來分析階級的基礎本質。
- 约翰·杜威： 实用主义的創始人之一，並分析了教育在維護民主政府上所扮演的角色。
- 安東尼奧·葛蘭西： 煽動領導權和社會構成的概念。連結了馬克思、恩格斯、斯賓諾莎和其他人的概念，稱之為主流意識形態論（英语：Dominant ideology）。
- 马尔库塞： 法蘭克福學派的主要思想家之一，專注於連結弗洛伊德和馬克思的思想。他提出了压抑性去升华的概念，主張社會控制不只是經由直接的控制，也是經由慾望的操縱所維持的。分析廣告和宣傳在社會輿論上的角色。
- 以赛亚·伯林： 探索了文化多元論的概念，以及「消極」和「積極」自由的概念。
- 弗里德里克·哈耶克： 分析指出任何形式的集產主義都只可能產生中央集權的政府。支持自由市場的資本主義，主張以銷售政府所扮演的角色來維持法治。
- 列奧·施特勞斯
- 汉娜·阿伦特： 分析了極權主義的根基，並提出「平庸之惡」（banality of evil）的概念（尋常的專家政治如何導致悲慘的後果）。
- 米歇尔·福柯： 揭露了國家如何控制社會和個人的機制，和它如何形成個人的主觀性。揭露談話的行為如何能成為權力的工具。
- 约翰·罗尔斯： 提出了原初境況的概念作為解釋社會正義的標準。也發表了對功利主义的重要批評。

## 外部連結
- "Philosophie / Politique - Revue permanente de philosophie politique" （页面存档备份，存于）（政治哲學資源）（法文）
- 政治哲學介紹 （页面存档备份，存于） 由 Paul Newall, 針對入門者的簡介.